# François I. de Bourbon-Saint-Pol

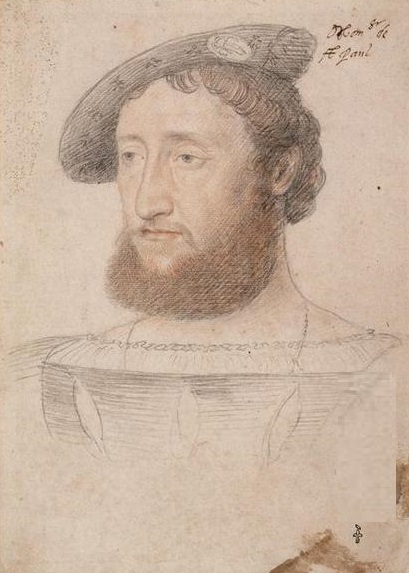
François I. de Bourbon, Kreidezeichnung aus der Schule von François Clouet, um 1544, Musée Condé

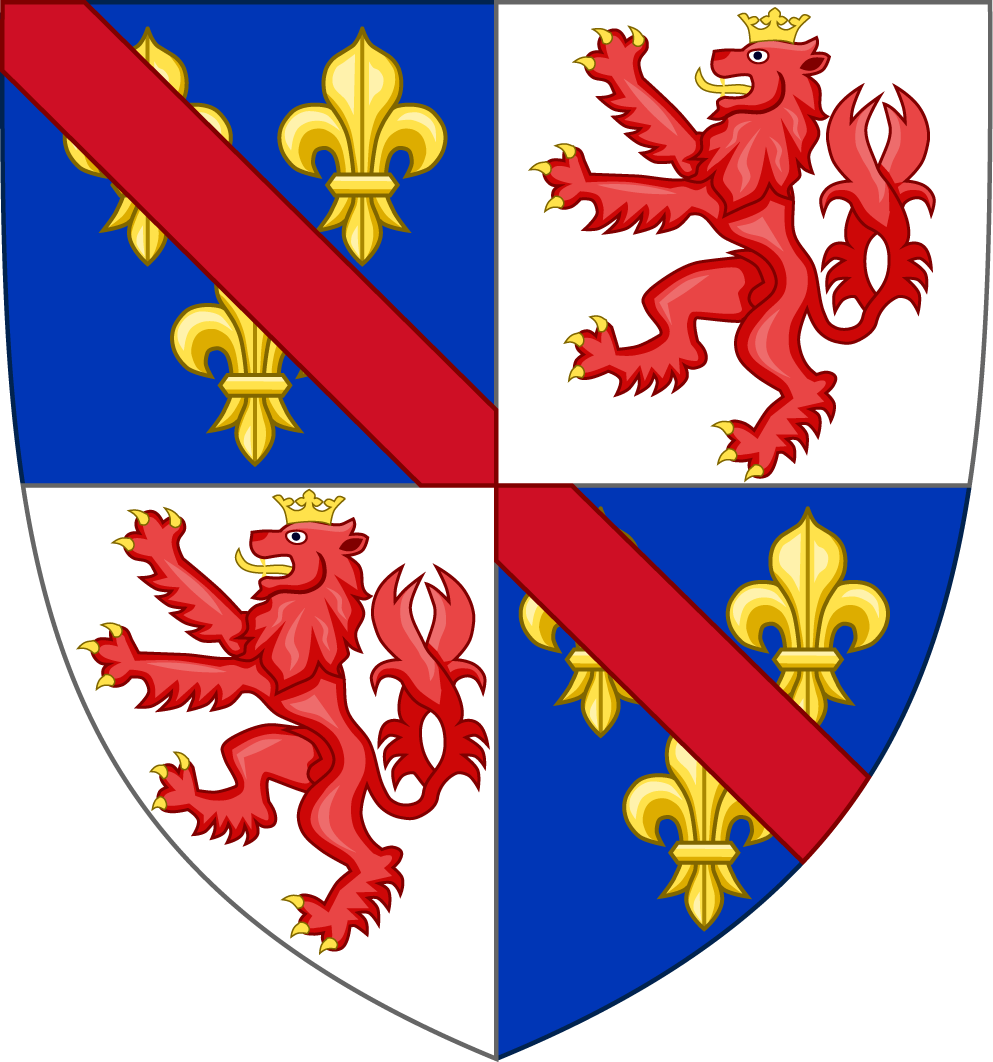
Wappen des François I. de Bourbon

François I. de Bourbon (* 6. Oktober 1491 in Ham; † 1. September 1545 in Cotignan bei Reims) war Graf von Saint-Pol und Chaumont, Herzog von Estouteville, Pair de France, Gouverneur von Paris, der Île-de-France und der Dauphiné zur Zeit des Königs Franz I.

## Leben
François de Bourbon ist der dritte Sohn von François de Bourbon, comte de Vendôme († 1495), und Marie de Luxembourg, Comtesse de Saint-Pol († 1547). Sein älterer Bruder ist Charles de Bourbon, duc de Vendôme (seit 1515), sein jüngerer Bruder ist der Kardinal (seit 1517) Louis de Bourbon-Vendôme; Claude de Lorraine, duc de Guise war (seit 1513) sein Schwager. Wie der drei Jahre jüngere König Franz I. wurde er nach der Schlacht von  Marignano (13./14. September 1515) von Pierre du Terrail, Chevalier de Bayard, zum Ritter geschlagen.
1518 bekam er von seiner Mutter die Grafschaften Saint-Pol und Chaumont. Am 16. Dezember 1519 wurde er zum Lieutenant-général et Gouverneur de Paris et de l’Île-de-France ernannt. Als Kapitän-General en commission der Bandes françaises nahm er 1521 an der Belagerung von Mézières teil, kämpfte er an der Seite von Bonnivet und Bayard 1524 in der Schlacht an der Sesia und geriet 1525 in der Schlacht bei Pavia in Gefangenschaft.
Nachdem der Großmeister des Lazarus-Ordens, Agnan de Mareuil, 1519 zurückgetreten war, übernahm François de Bourbon kurzzeitig dessen Amt, bevor dieses 1521 von dessen Neffen Claude de Mareuil übernommen wurde.
Am 27. Juli 1527 wurde er zum Pair de France erhoben. Im gleichen Jahr wurde er Gouverneur der Dauphiné und gab dafür das Amt für Paris und die Île-de-France ab. Als solcher sollte mitten im Krieg der Liga von Cognac die Stützpunkte der französischen Operationen für die aufeinanderfolgenden Feldzüge in Savoyen und im Piemont halten; seine Armee wurde jedoch in der Schlacht bei Landriano (21. Juni 1529) geschlagen, er selbst gefangen genommen.
1533 nahm er am Treffen von Franz I. mit Papst Clemens VII. in Marseille teil. Im Vierten Krieg Karls V. gegen Franz I. wurde er 1536 mit der Eroberung von Savoyen beauftragt. 1537 tauschte er mit dem König die Grafschaft Saint-Pol gegen die Grafschaft Montfort-l’Amaury, 1544 erhielt er Saint-Pol zurück.
Am 1. September 1542 gründete er die zwei Jahrhunderte zuvor untergegangene Universität Grenoble neu.
1542 unterstützte er den Dauphin bei dessen Kämpfen in der Picardie und Luxemburg. 1543 gehörte er dem französischen Generalstab gegen die Engländer und Franzosen in der Picardie an. Vor der Schlacht von Ceresole (11. April 1544) argumentierte er gegen den Angriff, doch wurde er von Blaise de Monluc überstimmt, der die Schlacht dann auch gewann.

## Ehe und Familie
Per Ehevertrag vom 9. und 11. Februar 1534 heiratete er Adrienne d’Estouteville (* 20. Oktober 1512; † 1560 nach 15. Dezember), die im August 1534 von König Franz I. zur Herzogin von Estouteville ernannt wurde (die Erhebung wurde am 2. September 1534 beim Parlement in Rouen registriert), Erbtochter von Jacques d’Estouteville und Jacqueline d‘Estouteville.
Ihre Kinder sind:
- François II. de Bourbon (* 14. Januar 1536; † 4. Oktober 1546), 1545 3. Duc d’Estouteville, 3. Comte de Saint-Pol et de Chaumont, Pair de France.
- Marie de Bourbon (* 30. Mai 1539[3]; † 7. April 1601), 4. Duchesse d’Estouteville, 4. Comtesse de Saint-Pol, 1592 Gräfin von Valangin, Pair de France; ⚭ (1) (Ehevertrag 14. Juni 1557) Jean de Bourbon, Comte de Soissons et d’Enghien, 5. Duc d’Estouteville (* 16. Juli 1528; ⚔ 10. August 1557 in der Schlacht bei Saint-Quentin), Sohn von Charles de Bourbon, duc de Vendôme, und Françoise d’Alençon, duchesse de Beaumont, ihren Vetter (Bourbon-Vendôme); ⚭ (2) 6. September 1561, geschieden 1561, François I. de Clèves, duc de Nevers († 13. Februar 1562) (Haus Mark; ⚭ (3) 12. Juli 1563 Léonor d’Orléans, Duc de Longueville, Graf von Neuenburg, 1563 Duc d’Estouteville (iure uxoris) (* 1540; † 7. August 1573), Sohn von François d’Orléans-Longueville, marquis de Rothelin, und Jacqueline de Rohan (Orléans-Longueville).